# Три котёнка
Три котёнка — российский детский мультипликационный сериал, появившийся в 2009 году. Фильм участвовал в конкурсных программах фестивалей «Золотой витязь», «Окно в Европу», «Суздаль-2010». Сценарист и режиссёр — Дмитрий Наумов.
Проект разрабатывался с 2009 по 2013 год, после чего в 2015 году был выпущен сиквел — «Котяткины истории» которому тоже было не суждено долго транслироваться: «Котяткины истории» завершились в 2016 году. В период с 2016 по 2022 год было выпущено ещё 2 сиквела: «Лучшие друзья котят», «Котяткины машинки»  «Котяткины друзья» и «Машинки трех котят»

## Сюжет
Трое котят — два мальчика, Тоша и Затей, и девочка Коша — ещё маленькие дети, и поэтому они часто попадают в различные ситуации. В мультсериале рассказывается о правилах поведения. В познании этого мира им помогают взрослые — Мама, Папа, Бабушка, сосед и другие.

## Персонажи

### Главные герои
- Котята — ещё маленькие дети, поэтому — они часто попадают в разные глупые ситуации, но взрослые всегда выручают их и учат их вести себя правильно. Их имена — Коша, Тоша и Затей.

Первое появление — 1 сезон 1 серия «Книжки мы не будем обижать».

### Второстепенные персонажи
- Животные — появляются в сериях о природе. Это бывают либо друзья, либо это разные питомцы котят Тоши, Коши и Затея.
- Мама и Папа — родители котят. Часто помогают им. Первые появления : Мама — 1 сезон 1 серия «Книжки мы не будем обижать», Папа — 1 сезон 4 серия «А возьму-ка я пилу, ножницы и нож»
  - Бабушка — бабушка котят. Мудрая, часто учит внуков и иногда им помогает. Первое появление — 1 сезон 6 серия «01, 02, 03 — цифры все знакомы».
  - Котей Котеич — сосед котят. Раньше был капитаном. Первое появление — 3 сезон 4 серия «Я соседей уважать привык».
  - Котята-близнецы — (по версии «Котяткины истории») Это 2 котёнка которые дружат с Тошой, Кошой и Затеем. Один из них белый, а другой бордовый (что-то они не похожи на близнецов). Первое появление — 4 сезон 3 серия «Не бери чужого».
- Полицейский — кот, работает в полиции. Часто раздражается при виде котят, пытается им объяснять правила поведения. Первое появление 1 сезон 6 серия «01, 02, 03 цифры все знакомы»

## Роли озвучивали
- Лариса Брохман — Тоша, Затей, Бабушка, Вокальная партия
- Раиса Нурмухаметова — Коша, Мама
- Василий Шемякинский — Папа, Котей Котеич

## Список эпизодов
| Первый сезон (2009) | Первый сезон (2009)               | Первый сезон (2009) |
| №                   | Название                          |                     |
| ------------------- | --------------------------------- | ------------------- |
| 1                   | Книжки мы не будем обижать        |                     |
| 2                   | Холодный холодильник              |                     |
| 3                   | Что и чем надо есть               |                     |
| 4                   | А возьму-ка я пилу, ножницы и нож |                     |
| 5                   | Не пойдём одни к реке             |                     |
| 6                   | 01, 02, 03 — цифры все знакомы    |                     |
| 7                   | Телевизор как магнит              |                     |
| 8                   | К чистоте будь готов              |                     |
| 9                   | Кто тебя сильнее?                 |                     |

| Второй сезон (2010) | Второй сезон (2010)                        | Второй сезон (2010) |
| №                   | Название                                   |                     |
| ------------------- | ------------------------------------------ | ------------------- |
| 1 (10)              | Теперь деревья будем поливать              |                     |
| 2 (11)              | В проводах гуляет ток                      |                     |
| 3 (12)              | Служит для почты ящик почтовый             |                     |
| 4 (13)              | Мы подходим к двери лифта                  |                     |
| 5 (14)              | Двор мы дружно подметём                    |                     |
| 6 (15)              | В мягкие тапки прыгнули лапки              |                     |
| 7 (16)              | Фрукты-овощи, друзья, есть немытыми нельзя |                     |
| 8 (17)              | Кто рисует на стене нашего подъезда?       |                     |
| 9 (18)              | Знай цветные правила                       |                     |
| 10 (19)             | Невидимка-газ                              |                     |
| 11 (20)             | Коробок — шершавый бок                     |                     |

| Третий сезон (2010—2011) | Третий сезон (2010—2011)          | Третий сезон (2010—2011) |
| №                        | Название                          |                          |
| ------------------------ | --------------------------------- | ------------------------ |
| 1 (21)                   | Посадите зёрнышко                 |                          |
| 2 (22)                   | Мы на кроватках, как на лошадках  |                          |
| 3 (23)                   | Ветер по паркету                  |                          |
| 4 (24)                   | Я соседей уважать привык          |                          |
| 5 (25)                   | Мы не так играли                  |                          |
| 6 (26)                   | Наша ванна — океан                |                          |
| 7 (27)                   | Есть у нас такая дверь            |                          |
| 8 (28)                   | Деньги — лепесточки               |                          |
| 9 (29)                   | В душе поют снежиночки            |                          |
| 10 (30)                  | Оглянешься, а вокруг целая страна |                          |

| Четвёртый сезон (2012) | Четвёртый сезон (2012)      | Четвёртый сезон (2012) |
| №                      | Название                    |                        |
| ---------------------- | --------------------------- | ---------------------- |
| 1 (31)                 | Кто твои родители?          |                        |
| 2 (32)                 | Мой голову                  |                        |
| 3 (33)                 | Не бери чужого              |                        |
| 4 (34)                 | Не обижай домашних питомцев |                        |
| 5 (35)                 | Не прыгай с высоты          |                        |
| 6 (36)                 | Не уходи с незнакомыми      |                        |

| Пятый сезон (2012—2013) | Пятый сезон (2012—2013) | Пятый сезон (2012—2013) |
| №                       | Название                |                         |
| ----------------------- | ----------------------- | ----------------------- |
| 1 (37)                  | Настоящие инструменты   |                         |
| 2 (38)                  | Пока не забыл           |                         |
| 3 (39)                  | Стать художником        |                         |
| 4 (40)                  | Хочу грибы и землянику  |                         |

| Шестой сезон (2013) | Шестой сезон (2013)                 | Шестой сезон (2013) |
| №                   | Название                            |                     |
| ------------------- | ----------------------------------- | ------------------- |
| 1 (41)              | Для чего нам шапка, варежки, шнурки |                     |
| 2 (42)              | Сладкие правила                     |                     |
| 3 (43)              | Сваливать вину не хорошо            |                     |
| 4 (44)              | Старость надо уважать               |                     |
| 5 (45)              | Большие хвастуны                    |                     |
| 6 (46)              | Руки помыть не забыли               |                     |
| 7 (47)              | Береги свою одежду                  |                     |
| 8 (48)              | Мы не будем сорится                 |                     |
| 9 (49)              | Пойдем в детский сад                |                     |

## Трансляция

### Премьерные показы
- 2009—2012 — Россия-1
- 2014 — Карусель (телеканал)
- с 2016 — Мульт (телеканал)
- с 2017 — Мультимузыка
- с 2018 — Супергерой
- с 2019 — Мамотенок
- с 2020 — Лёва
- с 2021 — Малыш ТВ
- c 2022 - ТипТоп
- 2017—2018 — Тлум HD

## На DVD
Диск «Песни из мультфильма 1» вошел 29 марта 2010 года в магазинах «Магнит», «Пятерочка» и «Перекрёсток».
| 1 | Книжки мы не будем обижать      |
| - | ------------------------------- |
| 2 | Кто тебя сильнее?               |
| 3 | Холодный холодильник            |
| 4 | Что и чем надо есть             |
| 5 | А возьму-ка пилу, ножницы и нож |
| 6 | Не пойдём одни к реке           |
| 7 | 01, 02, 03 — все цифры знакомы  |

А второй диск вошел 7 апреля 2011
| 1 | Телевизор как магнит                 |
| - | ------------------------------------ |
| 2 | Теперь деревья будем поливать        |
| 3 | В проводах гуляет ток                |
| 4 | К чистоте будь готов                 |
| 5 | Двор мы дружно подметём              |
| 6 | Невидимка — газ                      |
| 7 | Кто рисует на стене нашего подъезда? |